# Parotia sefilata
Parotia sefilata là một loài chim trong họ Paradisaeidae.